# Peter Lyne
Peter Howard Lyne, född 21 juli 1946 i Northampton, är en engelsk-svensk tonsättare och musikpedagog. 
Lyne studerade musik vid Oxford University 1965–69, bland annat komposition för Edmund Rubbra och Kenneth Leighton. Då han fann det engelska kompositionsklimatet för konservativt reste han 1969 till Sverige för att studera för Ingvar Lidholm och gästföreläsare som György Ligeti. Efter att ha arbetat som lärare i England under ett år återvände han till Sverige, skrevs in i kompositionklassen vid Kungliga Musikhögskolan i Stockholm 1971 och avslutade studierna där 1975. Han studerade även en kort tid för Witold Lutosławski i Groznjan 1977.
1983–2011 var Lyne föreståndare för Musiklinjen Kapellsberg vid Härnösands folkhögskola där han fortfarande är verksam som kompositionslärare. Han är styrelsemedlem i Nymus (föreningen för ny konstmusik i Härnösand), där han tidigare även var ordförande under många år. Han var 2006-2019 ordförande i RANK, Riksförbundet Arrangörer av Nutida Konstmusik. 2007 tilldelades han utmärkelsen Honorary Fellow of Birmingham Conservatoire.

## Verk i urval
- Three epigrams för blockflöjtskvartett (1974, utg. 1977, Reuter & Reuter), inspelade på BIS-CD-57
- Fern Hill för sopran och kammarensemble till text av Dylan Thomas (1977, utg. 1991, Edition Suecia)
- Warulfven för ungdomskör (1979)
- Three Songs of Love (Text: John Clare) for baritone and piano ( 1980)
- Symfoni nr 1 (1988)
- Fyra aspekter för kör a cappella (1985, utg. 1988, Sveriges Körförbund)
- Konsert för blockflöjt och stråkorkester (1991), inspelad på BIS-CD-685
- Blåskvintett (1994, utg. 1998, Edition Suecia), inspelad på IMCD 037
- Klarinettkonsert (2000)
- Septett (2002), inspelad på IMCD 100
- Svalorna i katedralen (2006) - sångcykel för baryton och orkester till text av Jan Wolf-Watz
- Pianokvintett (2011) (The Kapellsberg Quintet) inspelad på HFS-CD 301
- Symfoni nr 2 (2012)
- 6 sånger (text: John Clare) för röst och piano (2013)
- 5 Portraits and Finale for wind quintet (2013)
- In a Dark Time (2015), kantat för blandad kör och orkester
- The Seasons (2016), kantat för blandad kör och orkester till text av John Clare